# Коровяк
Коровя́к (лат. Verbáscum) — род растений семейства Норичниковые, включающий около 750 видов, распространенных в Европе и Азии, с центром видового разнообразия в Средиземноморье. Народное название — Царский скипетр.

## Название
Научное латинское название — изменённое barbascum — происходит от лат. barba, что значит «борода», и связано с опушённостью растения.

## Ботаническое описание

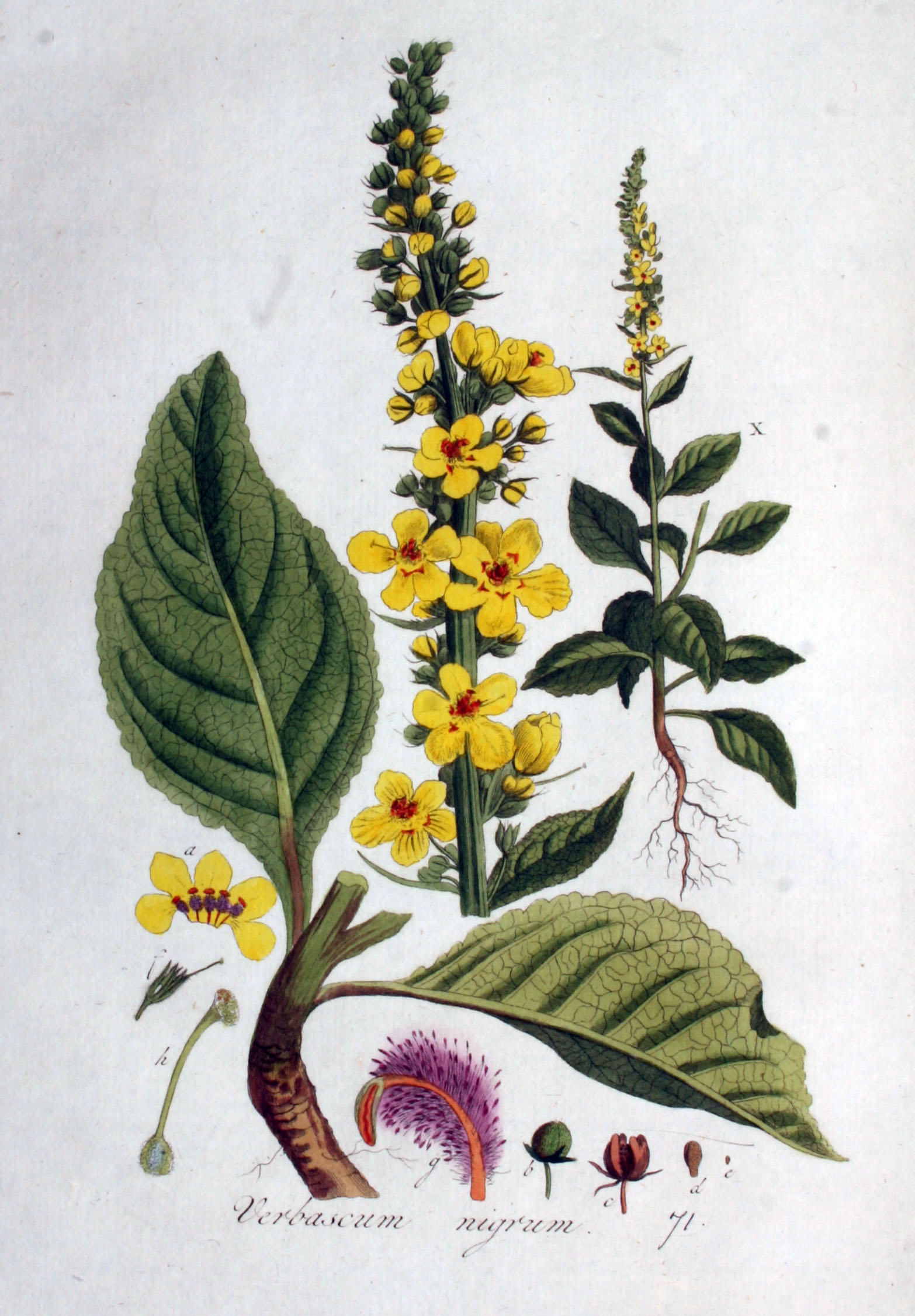
Коровяк чёрный.

Это двулетние или многолетние, реже однолетние травянистые растения или полукустарники высотой 0,5—3 м. В первый год образуется только розетка прикорневых листьев; на второй год вырастает цветоносный стебель, облиственный, сравнительно с прикорневыми, небольшими листьями.
Листья супротивные, большей частью цельные, располагаются по спирали, часто покрыты пушком, покрывающим их как войлоком, у некоторых видов гладкие.
Цветки пятилепестковые, не совсем правильные, чаще всего жёлтые, но также встречаются оранжевые, красно-коричневые, голубые, пурпурные и белые. Венчик правильный или почти правильный, плоский, колесовидный, три части короче и снабжены шершавыми нитями, остальные голые. Венчик с очень короткой, малозаметной трубкой и пятилопастным отгибом, слегка вогнутым или почти плоским; тычинок пять или четыре (у немногих видов пятая (задняя) тычинка не развивается), с опушёнными нитями. Пыльники всех тычинок одинаковые или же у двух передних тычинок продолговато-линейные, низбегающие на тычиночную нить; столбик нитевидный или же утолщённый к верхушке; завязь двугнёздная, обыкновенно со многими семяпочками. Цветки в пучках или одиночные, образующие простое, кистевидное или же ветвистое метельчатое соцветие.
Плод — маленькая шаровидная или продолговатая двустворчатая коробочка, содержащая многочисленные мелкие семена, обычно с пятью поперечными рядами ямочек.

## Распространение и экология
Широко распространён в умеренном климате Евразии, в Северной Африке и — как заносное — в Северной Америке.
В России — в европейской части, на Кавказе.
Большинство видов вербаскума — ксерофиты — приспособлены к жизни в засушливых условиях. Растёт по каменистым склонам, степям, сухим лугам, песчаным местам, опушкам, у дорог.

## Классификация

### Таксономия
- Verbascum L., 1753, Sp. Pl. : 177

Род Коровяк включается в семейство Норичниковые (Scrophulariaceae) порядка Ясноткоцветные (Lamiales), последовательно входящего в более крупные клады Ламииды → Астериды → Суперастериды → Эвдикоты → Цветковые растения. Таксономическая схема в соответствии с Системой APG IV по состоянию на июнь 2024 года:
|  |                          |  |                                   |                                   |                        |  | еще 23 семейств |              |              |                                                            |
|  |                          |  |                                   |                                   |                        |  |                 |              |              | 744 подтвержденных вида и 161 вид, ожидающий подтверждения |
|  |                          |  |                                   | порядок Ясноткоцветные            |                        |  |                 |              | род Коровяк  |                                                            |
|  |                          |  |                                   | порядок Ясноткоцветные            |                        |  |                 |              | род Коровяк  |                                                            |
|  | клада Цветковые растения |  |                                   |                                   | семейство Норичниковые |  |                 |              |              |                                                            |
|  | клада Цветковые растения |  |                                   |                                   |                        |  |                 |              |              |                                                            |
|  |                          |  | ещё 63 порядка цветковых растений | ещё 63 порядка цветковых растений |                        |  |                 | еще 59 родов | еще 59 родов |                                                            |
|  |                          |  |                                   | ещё 63 порядка цветковых растений |                        |  |                 |              | еще 59 родов |                                                            |

### Виды
Некоторые из них (Полужирным шрифтом выделены виды, встречающиеся в России и сопредельных странах):
- Verbascum adeliae Heldr. — Коровяк Адели
- Verbascum adrianopolitanum Podp. — Коровяк адрианопольский
- Verbascum banaticum Schrad. — Коровяк банатский
- Verbascum blattaria L. — Коровяк тараканий
- Verbascum boerhavii L.
- Verbascum boissieri (Heldr. & Sart.) Kuntze — Коровяк Буассьё
- Verbascum chaixii Vill. — Коровяк Шэ
- Verbascum chinense (L.) Santapau — Коровяк китайский
- Verbascum creticum (L.) Cav. — Коровяк критский
- Verbascum densiflorum Bertol. — Коровяк высокий, или Коровяк густоцветковый, или Коровяк скипетровидный
- Verbascum formosum Fisch. ex Schrank — Коровяк красивый
- Verbascum georgicum Benth. — Коровяк грузинский
- Verbascum gnaphalodes M.Bieb. — Коровяк черноморский
- Verbascum halacsyanum Sint. & Bornm. ex Halácsy — Коровяк Халаши
- Verbascum lychnitis L. — Коровяк мучнистый
- Verbascum nigrum L. — Коровяк чёрный
- Verbascum oreophilum K. Koch — Коровяк горолюбивый
- Verbascum orientale (L.) All. — Коровяк восточный
- Verbascum ovalifolium Donn ex Sims — Коровяк овальнолистный
- Verbascum paniculatum Wulf. — Коровяк метельчатый
- Verbascum phlomoides L. — Коровяк лекарственный, или Коровяк мохнатый
- Verbascum phoeniceum L. — Коровяк фиолетовый *
- Verbascum pinnatifidum Vahl — Коровяк перистораздельный
- Verbascum pyramidatum M.Bieb. — Коровяк пирамидальный
- Verbascum sinuatum L. — Коровяк выемчатый
- Verbascum songaricum Schrenk — Коровяк джунгарский
- Verbascum speciosum Schrad. — Коровяк великолепный
- Verbascum spectabile M.Bieb. — Коровяк блестящий
- Verbascum thapsus L. typus — Коровяк обыкновенный, или Медвежье ухо
- Verbascum zuccarinii (Boiss.) I.K.Ferguson — Коровяк Цуккарини

### Синонимы
- Blattaria Mill.
- Celsia L.
- Celsioverbascum Rech.f. & Hub.-Mor.
- Ditoxia Raf.
- Flomosia Raf.
- Janthe Griseb.
- Lasiake Raf.
- Leiosandra Raf.
- Lychnitis Fourr.
- Nefflea (Benth.) Spach
- Rhabdotosperma Hartl
- Staurophragma Fisch. & C.A.Mey.
- Thapsandra Griseb.
- Thapsus Raf.